# Encs (distrikt)
Encs är ett distrikt i Ungern. Det ligger i provinsen Borsod-Abaúj-Zemplén, i den nordöstra delen av landet, 180 km nordost om huvudstaden Budapest.